# (400285) 2007 SO20
(400285) 2007 SO20 es un asteroide perteneciente al cinturón de asteroides, descubierto el 18 de septiembre de 2007 por el equipo del Mount Lemmon Survey desde el Observatorio del Monte Lemmon, Arizona, Estados Unidos.

## Designación y nombre
Designado provisionalmente como 2007 SO20.

## Características orbitales
2007 SO20 está situado a una distancia media del Sol de 2,433 ua, pudiendo alejarse hasta 2,932 ua y acercarse hasta 1,934 ua. Su excentricidad es 0,205 y la inclinación orbital 1,422 grados. Emplea 1386,57 días en completar una órbita alrededor del Sol.

## Características físicas
La magnitud absoluta de 2007 SO20 es 18,2.